# نونو کوئیلو (بازیکن فوتبال، زاده ۱۹۸۷)
نونو کوئیلو (انگلیسی: Nuno Coelho؛ زادهٔ ۲۳ نوامبر ۱۹۸۷) بازیکن فوتبال اهل پرتغال است.
از باشگاه‌هایی که در آن بازی کرده‌است می‌توان به باشگاه فوتبال پورتو بی، باشگاه فوتبال آکادمیکا، باشگاه فوتبال لیریا، باشگاه فوتبال بنفیکا، باشگاه فوتبال آریس سالونیک، باشگاه فوتبال پورتو، باشگاه فوتبال اسپورتینگ کوویلیا، باشگاه فوتبال اروکا، باشگاه ورزشی پورتیموننزه، و باشگاه فوتبال بیرامار اشاره کرد.
وی همچنین در تیم‌های ملی فوتبال زیر ۲۰ سال پرتغال و زیر ۲۱ سال پرتغال بازی کرده‌است.